# 第56裝甲軍 (德國國防軍)
第56裝甲軍（德語：LVI. Panzerkorps）是二战期间德国陆军的一个装甲军。该军于1941年2月成立，当时名为第56摩托軍，负责德国于1941年6月22日开始入侵苏联。埃里希·冯·曼施坦因率领该军从东普鲁士向杰米扬斯克推进。1941年9月，他获悉被任命为德国第11军团司令。
1942年3月1日，该军更名为第56裝甲軍。1942年，作为中央集團軍第3装甲军团的一部分，第56裝甲軍被用来在东线与苏联游击队作战。该军活跃于斯帕斯-杰门斯克和基洛夫地区，然后撤至克里切夫并越过第聂伯河。
1944年春，第56裝甲軍在白俄罗斯的日洛宾和卡林科维奇进行了战斗。1944年5月，第56裝甲軍被转移隸屬於北烏克蘭集團軍。6月22日至8月19日，在巴格拉季昂行动中，苏联摧毁了中央集团军，并将德军从白俄罗斯扫荡出去。该军穿过普里皮亞季沼澤向布列斯特-立托夫斯克撤退。7月13日至7月29日，作为第4装甲军团的一部分，第56裝甲軍参与了德军对苏联利沃夫-桑多梅日攻势的防禦。随着苏联继续推进，该军继续撤出波兰并进入德国。
1945年，第56裝甲軍成为维斯瓦河集团军的第9军团的一部分。4月16日至4月19日，在施劳夫高地战役中，该军与第9军团餘部一起遭受重大损失。第56裝甲軍的残部随后参与了蘇聯紅軍包围德国首都的柏林战役。

## 历任軍长
- 步兵上将埃里希·冯·曼施坦因——1941年2月至1941年9月13日。
- 装甲兵上将费迪南德·沙尔——1941年9月13日至1943年8月1日
- 步兵上将弗里德里希·霍斯巴赫——1943年8月1日至1943年11月14日
- 步兵上将安东·格拉瑟——1943年11月14日至1943年12月9日
- 步兵上将弗里德里希·霍斯巴赫——1943年12月9日至1944年6月14日
- 步兵上将约翰内斯·布洛克——1944年6月15日至1945年1月26日，阵亡
- 骑兵上将鲁道夫·科赫-埃帕赫——1945年1月26日至1945年4月10日
- 炮兵上将赫尔穆特·魏德林——1945年4月10日至5月2日，4月25日至4月26日短暂由预备役少将沃纳·穆默特接任